# Società per le Gestioni e Partecipazioni Industriali
Società per le Gestioni e Partecipazioni Industriali (Gepi) var ett företag grundat av italienska staten 1971 för att säkerställa krisdrabbad industris fortlevnad. Gepis uppgift var att gå in i krisdrabbade företag och hjälpa till med omstrukturering för att verksamheterna skulle kunna fortsätta. Gepi gick in som ägare men skulle efter att omstrukturering skett dra sig ur verksamheten, men förutom tillfälliga ingripanden kom Gepi ofta att få ta sig an företag som inte kunde räddas. Bolaget ägdes av de statliga bolagen Istituto mobiliare italiano, Istituto per la Ricostruzione Industriale, Eni och EFIM. Gepi var bland annat en stor aktör inom textilsektorn och hade ett stort engagemang i industrier i södra Italien. Bolaget gick tillsammans med Alejandro de Tomaso in som ägare i Maserati och Innocenti på 1970-talet.
Bolaget övergick under 1990-talet till att agera ekonomiskt stöd för nya affärsinitiativ och bytte 1997 namn till Itainvest.